# Mecocerculus
Genre
Mecocerculus est un genre d'oiseaux de la famille des Tyrannidae.

## Taxinomie
Selon la classification de référence du Congrès ornithologique international (version 9.1, 2019) et Alan P. Peterson il existe six espèces :
- Mecocerculus leucophrys (d'Orbigny & Lafresnaye, 1837) – Tyranneau à gorge blanche
  - Mecocerculus leucophrys montensis (Bangs, 1899)
  - Mecocerculus leucophrys chapmani Dickerman, 1985
  - Mecocerculus leucophrys nigriceps Chapman, 1899
  - Mecocerculus leucophrys notatus Todd, 1919
  - Mecocerculus leucophrys setophagoides (Bonaparte, 1845)
  - Mecocerculus leucophrys parui Phelps & Phelps Jr, 1950
  - Mecocerculus leucophrys rufomarginatus (Lawrence, 1869)
  - Mecocerculus leucophrys roraimae Hellmayr, 1921
  - Mecocerculus leucophrys brunneomarginatus Chapman, 1924
  - Mecocerculus leucophrys pallidior Carriker, 1933
  - Mecocerculus leucophrys leucophrys (d'Orbigny & Lafresnaye, 1837)
- Mecocerculus poecilocercus (Sclater, PL & Salvin, 1873) – Tyranneau à queue blanche
- Mecocerculus hellmayri Berlepsch, 1907 – Tyranneau de Hellmayr
- Mecocerculus calopterus (Sclater, PL , 1859) – Tyranneau à ailes rousses
- Mecocerculus minor (Taczanowski, 1879) – Tyranneau soufré
- Mecocerculus stictopterus (Sclater, PL, 1859) – Tyranneau à sourcils blancs
  - Mecocerculus stictopterus albocaudatus Phelps & Gilliard, 1941
  - Mecocerculus stictopterus stictopterus (Sclater, PL, 1859)
  - Mecocerculus stictopterus taeniopterus Cabanis, 1874